# Дейтон (Вірджинія)
Дейтон (англ. Dayton) — місто (англ. town) в США, в окрузі Рокінгем штату Вірджинія. Населення — 1688 осіб (2020).

## Географія
Дейтон розташований за координатами 38°25′2″ пн. ш. 78°56′28″ зх. д. / 38.41722° пн. ш. 78.94111° зх. д. (38.417252, -78.941185).  За даними Бюро перепису населення США в 2010 році місто мало площу 2,65 км², уся площа — суходіл.

## Демографія
Згідно з переписом 2010 року, у місті мешкало 1530 осіб у 624 домогосподарствах у складі 425 родин. Густота населення становила 576 осіб/км².  Було 662 помешкання (249/км²).
Расовий склад населення:
| - 92,5 % — білих - 0,7 % — чорних або афроамериканців - 0,5 % — азіатів - 5,2 % — осіб інших рас |

До двох чи більше рас належало 1,0 %. Частка іспаномовних становила 9,0 % від усіх жителів.
За віковим діапазоном населення розподілялося таким чином: 23,6 % — особи молодші 18 років, 60,4 % — особи у віці 18—64 років, 16,0 % — особи у віці 65 років та старші. Медіана віку мешканця становила 41,0 року. На 100 осіб жіночої статі у місті припадало 94,4 чоловіків;  на 100 жінок у віці від 18 років та старших — 95,5 чоловіків також старших 18 років.
Середній дохід на одне домашнє господарство  становив 63 879 доларів США (медіана — 48 984), а середній дохід на одну сім'ю — 72 346 доларів (медіана — 53 068). Медіана доходів становила 34 570 доларів для чоловіків та 34 375 доларів для жінок. За межею бідності перебувало 3,1 % осіб, у тому числі 3,3 % дітей у віці до 18 років та 1,4 % осіб у віці 65 років та старших.
Цивільне працевлаштоване населення становило 985 осіб. Основні галузі зайнятості: освіта, охорона здоров'я та соціальна допомога — 20,1 %, роздрібна торгівля — 16,3 %, виробництво — 15,1 %.